# Basilique de la Mère-Couronnée-du-Bon-Conseil de Naples
La basilique de la Mère-Couronnée-du-Bon-Conseil (en italien : Incoronata Madre del Buon Consiglio, ou Maria del Buon Consiglio) est une basilique catholique romaine de Naples. Elle est située sur le flanc de la colline menant au palais- musée de Capodimonte, et visible depuis de nombreux quartiers de la ville. Elle est surnommée « le petit Saint-Pierre » par les Napolitains.

## Histoire
En 1884, Marie de Jésus Landi(1861-1931), membre du Tiers-Ordre franciscain, commande au peintre napolitain Raffaele Spanò une peinture de Notre-Dame du Bon Conseil qu'elle place ensuite dans un oratoire près de sa maison. Alors que l'image est exposée au public en 1884, l'épidémie de choléra qui sévit dans la ville s'arrête brusquement. Vingt-deux ans plus tard, Naples est sous un épais nuage de cendres en raison de l'éruption de 1906 du Vésuve. Marie Landi prend le tableau et le présente sur le balcon de sa maison, un rayon de soleil traverse la pluie de cendres et illumine entièrement l'image, à partir de ce jour l'éruption diminue et s'éteint quelques jours plus tard. Un vaste culte se développe en raison de ces faits que le peuple considère comme miraculeux et attribué à l'intercession de la Madone.
Vincenzo Vecchio conçoit l'église sur le modèle de Saint-Pierre de Rome. L'église est construite entre 1920 et 1940, au dessus des anciennes catacombes de San Gennaro. En raison de la guerre, elle n'est inaugurée qu'en 1960. Le pape Jean-Paul II l'élève au rang de basilique mineure en 1980. L'église abrite un certain nombre d'œuvres d'art rescapées de maisons de culte fermées, endommagées ou abandonnées dans la ville.
La légende déjà attachée à l'église continue, le séisme du 23 novembre 1980 en Irpinia renverse la tête de la statue de la Vierge du haut de l'église sur le sol, où elle s'écrase et reste inexplicablement en bon état.

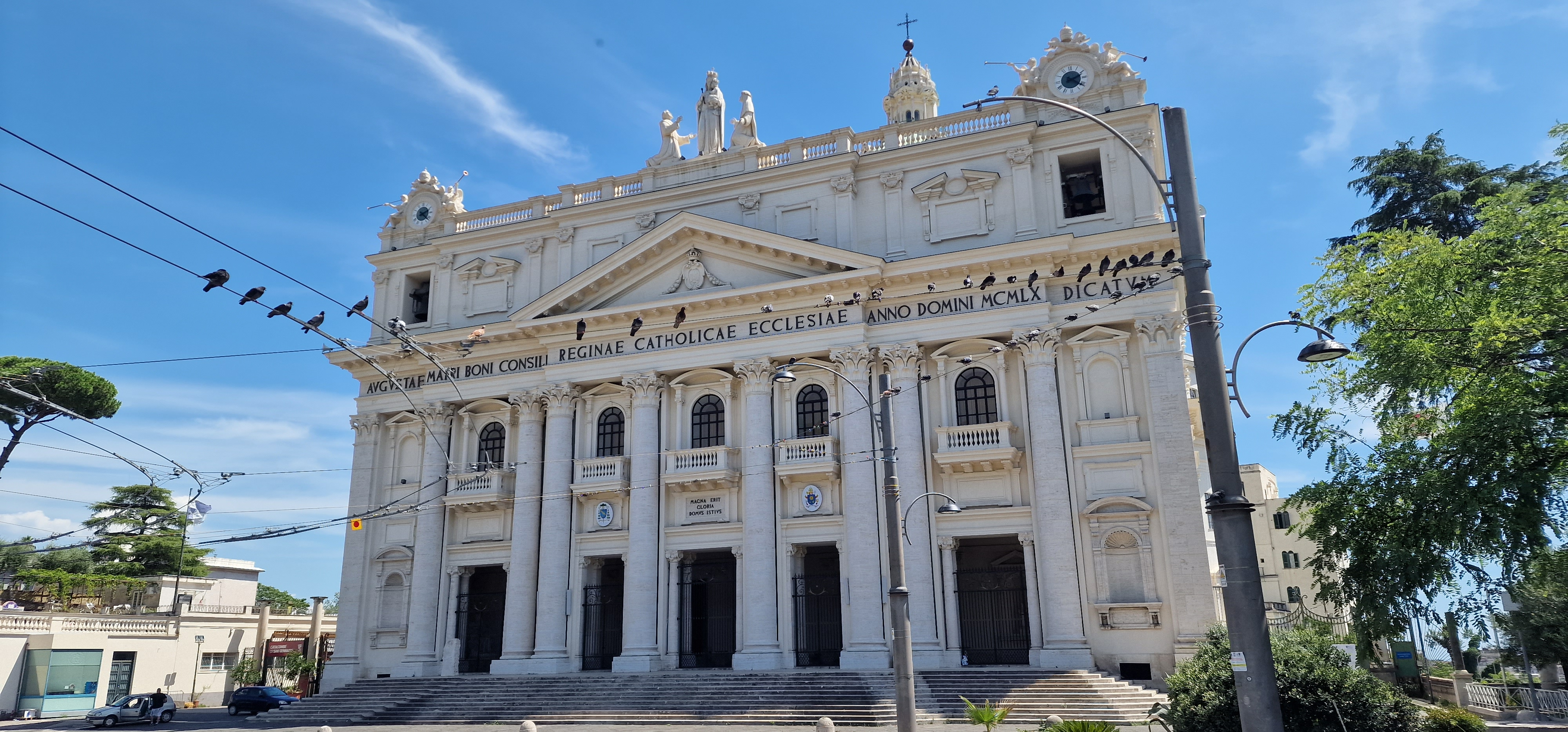
« Le petit Saint-Pierre ».
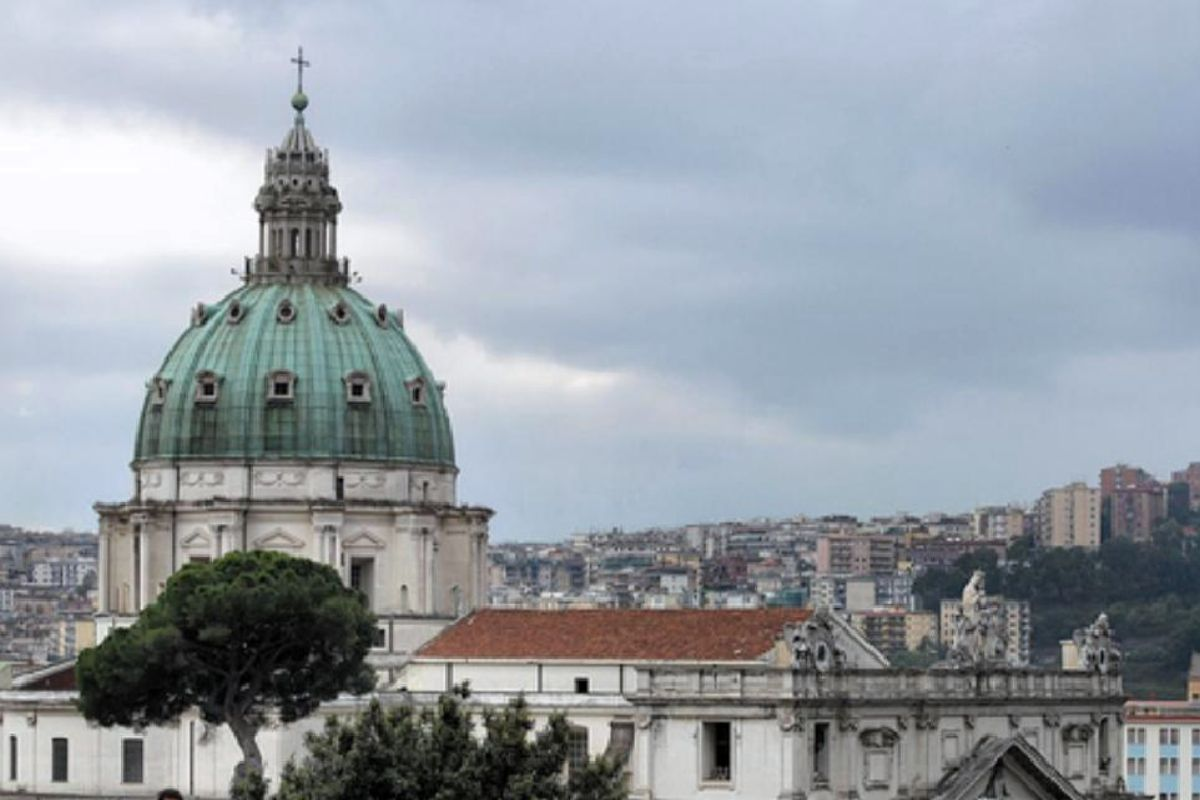
La coupole.
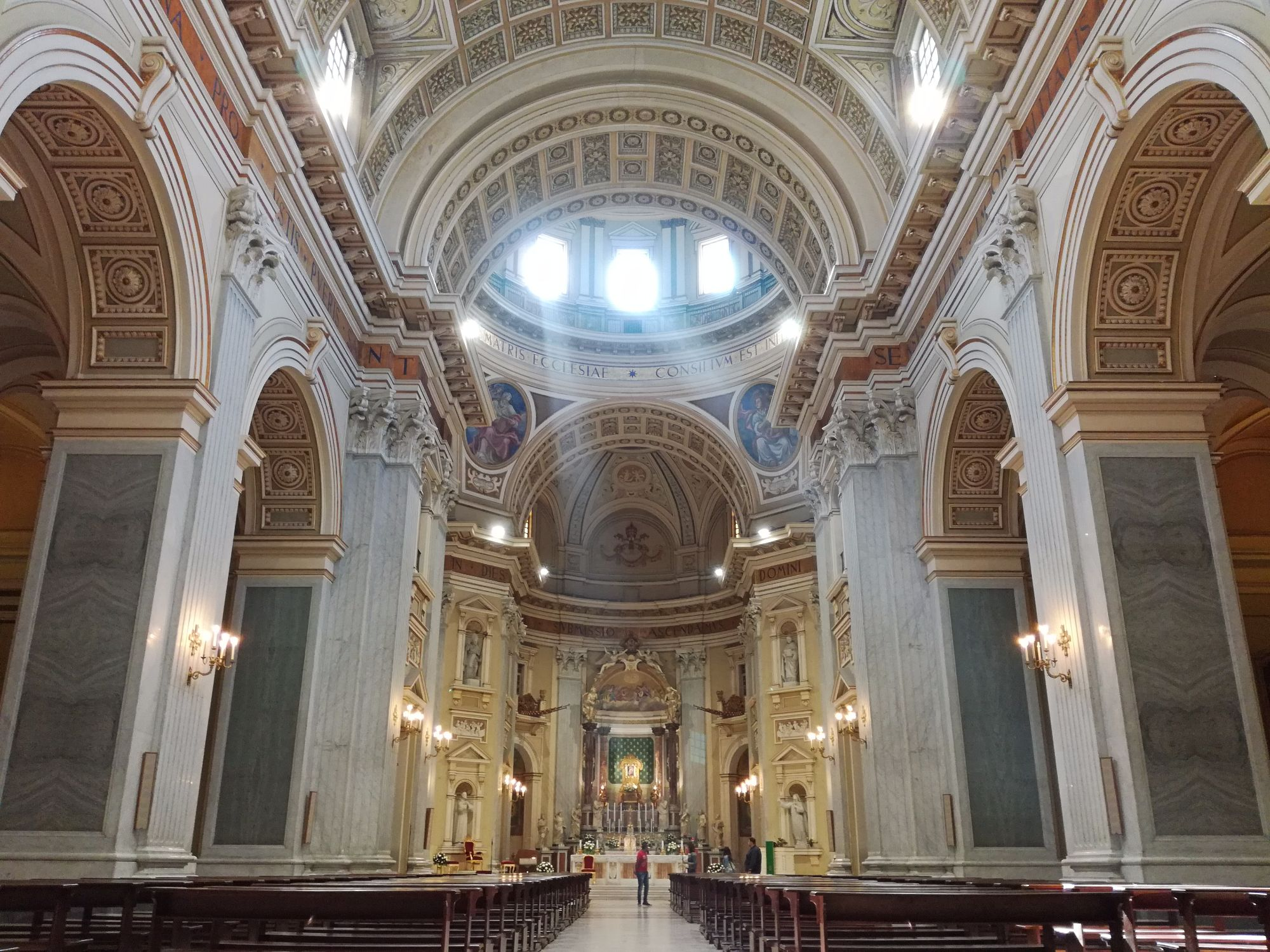
La nef centrale.
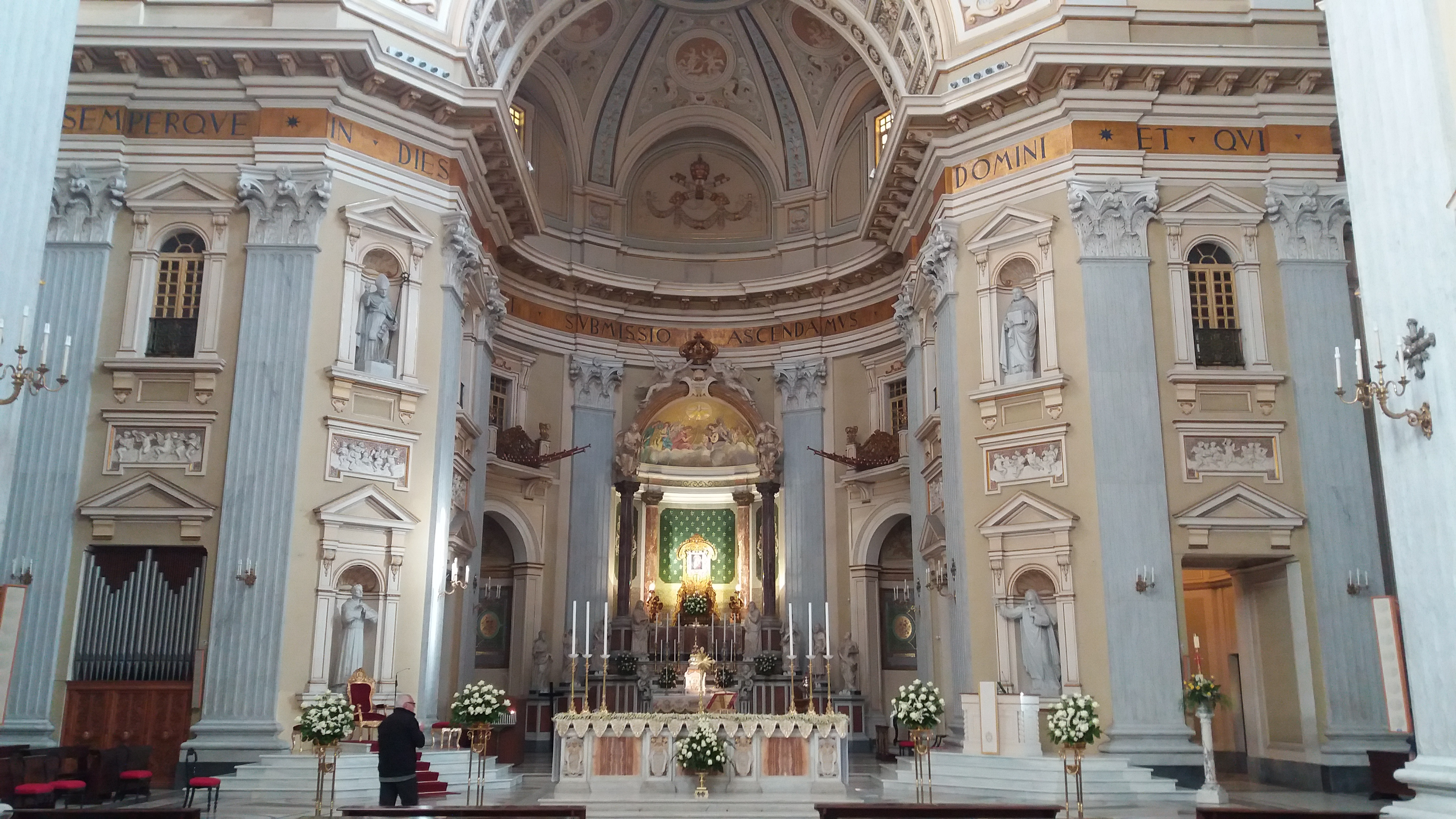
L'autel et l'abside.